# Šilasti smrček
Šilasti smrček (znanstveno ime Morchella semilibera) je gliva iz družine jamičark (Morchellaceae).
Druga slovenska imena: šilasti kapičar, turški kapičar, kapičasti mavrah 
Šilasti smrček je razmeroma pogosta užitna vrsta Srednje Evrope. Pojavlja se od začetka aprila do konca maja. Raste v skupinah, najpogosteje v vlažnih listnatih gozdovih, ter po grmovju na obrežjih voda.

## Značilnosti
Šilasti smrček ima kapici podoben klobuk lešnikasto do okrasto rjave, včasih pa tudi rdečkasto ali sivo rjave barve. Rob kapice deloma visi preko beta in je zavihan nekoliko navzgor. Ima pokončno potekajoča topa rebra, ki sčasoma počrnijo.
Višina klobuka lahko doseže do 3 cm, nasajen je na votel bet bele do sivkaste barve, ki je na spodnjem delu nekoliko gomoljasto odebeljen, sicer pa je valjast. Bet je na spodnjem in na zgornjem delu pogosto brazdast. Pri odraslih gobah je bet lahko visok od 5 do 15 cm in debel od 1 do 3 cm.
Meso gobe je belo in krhko in ima mil okus ter neizrazit vonj.
Šilasti smrčki iz Severne Amerike se po makroskopskih značilnostih ne ločijo od Evropskih, a analize DNK so pokazale, da so ločene vrste in gre za kriptični kompleks vrst, ki vsebuje vsaj 3 geografsko izolirane vrste. Ime Morchella semilibera velja za Evropsko vrsto, Morchella populiphila za Zahodno Ameriško in Morchella punctipes za Vzhodno Ameriško.

### Podobne vrste
Podoben ji je češki smrčkovec Verpa bohemica, katerega klobuk skoraj v celoti visi čez rob klobuka, njegov bet pa ni posut z zrnci.